# Panicum polygonatum
Panicum polygonatum är en gräsart som beskrevs av Heinrich Adolph Schrader. Panicum polygonatum ingår i släktet vipphirser, och familjen gräs. Inga underarter finns listade i Catalogue of Life.